# Al-Wasl Sports Club 2011-2012
Questa voce raccoglie le informazioni riguardanti l'Al-Wasl Sports Club nelle competizioni ufficiali della stagione 2011-2012.

## Organico

### Rosa
Rosa e numerazione aggiornate al 28 maggio 2011.
| N. |                                | Ruolo | Calciatore            |
| -- | ------------------------------ | ----- | --------------------- |
| 1  | Emirati Arabi Uniti (bandiera) | P     | Rashid Ali            |
| 2  | Emirati Arabi Uniti (bandiera) | D     | Nasser Mubarak        |
| 3  | Emirati Arabi Uniti (bandiera) | C     | Hassan Ali            |
| 4  | Emirati Arabi Uniti (bandiera) | D     | Humaid Hamed          |
| 5  | Emirati Arabi Uniti (bandiera) | P     | Ahmed Mahmoud         |
| 6  | Emirati Arabi Uniti (bandiera) | D     | Waheed Ismail         |
| 7  | Emirati Arabi Uniti (bandiera) | C     | Essa Ali              |
| 8  | Argentina (bandiera)           | C     | Mariano Donda         |
| 9  | Emirati Arabi Uniti (bandiera) | D     | Tariq Hassan          |
| 11 | Emirati Arabi Uniti (bandiera) | A     | Khalifa Abdulla Lahej |
| 12 | Emirati Arabi Uniti (bandiera) | P     | Ali Al Amir           |
| 13 | Emirati Arabi Uniti (bandiera) | C     | Darwish Ahmed         |
| 15 | Emirati Arabi Uniti (bandiera) | D     | Fahed Masoud          |
| 16 | Emirati Arabi Uniti (bandiera) | C     | Obaid Naser           |
| 18 | Argentina (bandiera)           | C     | Juan Mercier          |
| 19 | Uruguay (bandiera)             | A     | Juan Olivera          |
| 21 | Emirati Arabi Uniti (bandiera) | C     | Hamad Al Hosani       |
| 22 | Emirati Arabi Uniti (bandiera) | P     | Yousuf Faisal         |

| N. |                                | Ruolo | Calciatore          |
| -- | ------------------------------ | ----- | ------------------- |
| 23 | Emirati Arabi Uniti (bandiera) | C     | Mohammed Jamal      |
| 24 | Emirati Arabi Uniti (bandiera) | A     | Rashed Essa         |
| 27 | Emirati Arabi Uniti (bandiera) | D     | Mubarak Hassan      |
| 29 | Emirati Arabi Uniti (bandiera) | D     | Yaser Salem         |
| 30 | Emirati Arabi Uniti (bandiera) | D     | Ahmed Esmaeel       |
| 32 | Emirati Arabi Uniti (bandiera) | A     | Ammar Mubarak       |
| 33 | Emirati Arabi Uniti (bandiera) | D     | Saoud Saeed         |
| 34 | Emirati Arabi Uniti (bandiera) | D     | Ahmad Al Fardan     |
| 60 | Emirati Arabi Uniti (bandiera) | D     | Jabir Asad          |
| 66 | Emirati Arabi Uniti (bandiera) | D     | Ali Rabee           |
| 70 | Emirati Arabi Uniti (bandiera) | A     | Mahir Jassem        |
| 77 | Emirati Arabi Uniti (bandiera) | C     | Hassan Yousuf       |
| 80 | Emirati Arabi Uniti (bandiera) | A     | Abdulla Abdulrahman |
| 88 | Emirati Arabi Uniti (bandiera) | C     | Khalifa Abdulrahman |
| 90 | Iran (bandiera)                | A     | Mohammad Reza       |
| 92 | Emirati Arabi Uniti (bandiera) | C     | Khalifa Abdulla     |
| 99 | Emirati Arabi Uniti (bandiera) | C     | Fahad Hadeed        |

### Staff tecnico
- Allenatore: Diego Armando Maradona
- Vice-Allenatore: Héctor Enrique
- Assistente tecnico: Alejandro Mancuso
- Team manager: Humaid Yousuf
- Preparatore atletico: Luíz Carlos
- Allenatore dei portieri: Yacine Bentaala
- Dottore del team: Taha Al Rawy
- Fisioterapista: Leandro Yoshinada Suzuki
- Massaggiatore: Rarim